# Godfather Don
Godfather Don est un rappeur et producteur américain. Il participe à l'album Cenobites avec Kool Keith et est membre de l'équipe de production The Groove Merchantz avec Victor Padilla. Selon AllMusic, Godfather Don est « une force créative de la scène hip-hop underground new-yorkaise » depuis la publication de son premier album, Hazardous, en 1991.

## Biographie
Godfather Don publie son premier album studio, Hazardous, en 1991 au label Select Records,. L'album popularise Godfather en tant que MC influencé par le style de Chuck D. L'album est cité par plusieurs critiques spécialisées comme HipHopDX.
Quelques années plus tard, Don participe et produit l'album The Four Horsemen des Ultramagnetic MCs. Il collabore avec Kool Keith, membre des Ultramagnetic MCs, sous le nom The Cenobites. De cette collaboration découle l'EP The Cenobites publié au label Fondle 'Em Records. Fondle 'Em réédite par la suite l'EP en album. Dans les années 1990, Godfather Don continue de travailler comme producteur pour le compte de Kool Keith, Hostyle, et Ayatollah, entre autres. En 1999, il publie son deuxième album, Diabolique,. L'album fait participer Kool Keith et Sir Menelik, et est publié sous l'empreinte Hydra Entertainment, pour laquelle Godfather Don continue à composer entre 1999 et 2001. Par la suite Godfather Don produit des artistes comme Cormega, Screwball ou Scaramanga. Il fait partie de The Groove Merchantz avec Victor Padilla (the Mighty V.I.C), une équipe de production musicale qui produit des instrumentaux pour différents groupes de rap comme Beatnuts et House of Pain.
En 2007, Don revient avec The Slave of New York E.P.. En 2010, il publie son troisième album studio tant attendu, Donnie Brasco. Le 21 mai 2011, Don publie un nouvel EP de chansons inédites intitulé The Reformation Circa. 1999, un album collaboratif avec Mic-el The Don. En 2020, Don publie un nouvel opus intitulé Osmosis en collaboration avec le producteur français Parental.

## Discographie
- 1991 : Hazardous
- 1997 : Hydra Beats Vol. 3-7-11-14
- 1998 : Diabolique
- 2004 : Hydra Beats The Next Level Vol. 1
- 2007 : The Slave of NY EP
- 2007 : The Nineties Sessions
- 2007 : The Ill Funk Freaker EP
- 2010 : Donnie Brasco
- 2010 : Properties of Steel
- 2011 : The Reformation Circa. 1999 EP
- 2018 : Jazz Spastiks Remixes
- 2020 : Osmosis

2020 : Beats, bangers and biscuits At 535 E 55th St
2024 : Thesis